# Drosophila latebuccata
Drosophila latebuccata este o specie de muște din genul Drosophila, familia Drosophilidae, descrisă de Oswald Duda în anul 1927.
Este endemică în Peru. Conform Catalogue of Life specia Drosophila latebuccata nu are subspecii cunoscute.